# Julio Requena
Julio Requena Hernández (León, 9 settembre 1969) è un ex atleta paralimpico spagnolo non vedente.

## Biografia
Ha gareggiato nella categoria dei ciechi assoluti (B1, poi T10 e ora T11), partecipando a tre edizioni dei Giochi paralimpici estivi come velocista, in competizioni singole e in staffetta. Nel 1992, a Barcellona, ha vinto l'oro nei 100 metri piani, l'argento nei 200 e nuovamente l'oro nella staffetta 4×100 m. Nel 1996, ad Atlanta, ha conseguito tre medaglie d'oro nelle stesse competizioni. Infine, a Sydney nel 2000 ha conquistato un bronzo nella staffetta 4×100 m e un altro bronzo nei 200 metri piani.

## Palmarès
| Anno | Manifestazione     | Sede       | Evento          | Risultato | Prestazione | Note  |
| ---- | ------------------ | ---------- | --------------- | --------- | ----------- | ----- |
| 1992 | Giochi paralimpici | Barcellona | 100 m piani B1  | Oro       | 11"83       |       |
| 1992 | Giochi paralimpici | Barcellona | 200 m piani B1  | Argento   | 24"17       |       |
| 1992 | Giochi paralimpici | Barcellona | 4×100 m B1-B3   | Oro       | 38"13       | [ 2 ] |
| 1996 | Giochi paralimpici | Atlanta    | 100 m piani T10 | Oro       | 11"66       |       |
| 1996 | Giochi paralimpici | Atlanta    | 200 m piani T10 | Oro       | 23"80       |       |
| 1996 | Giochi paralimpici | Atlanta    | 4×100 m T10-T12 | Oro       | 42"36       | [ 3 ] |
| 2000 | Giochi paralimpici | Sydney     | 200 m piani T11 | Bronzo    | 25"04       |       |
| 2000 | Giochi paralimpici | Sydney     | 4×100 m T11-T13 | Bronzo    | 45"01       | [ 4 ] |

## Altre competizioni internazionali
2001
- Argento in Coppa del Mondo ( Edmonton), 100 m piani T11-13 - 11"79[1]

## Onorificenze
- 2000 - Medaglia d'argento al Merito Sportivo dell'Ordine Reale.[5]
- 2006 - Medaglia d'oro dell'Ordine reale del merito sportivo.[6]